# Aloe lanata
Aloe lanata ist eine Pflanzenart aus der Gattung der Aloen (Aloe) in der Unterfamilie der Affodillgewächse (Asphodeloideae). Das Artepitheton lanata (= wollig) geht auf die dicht bewollten Blüten zurück.

## Beschreibung
Aloe lanata wächst ohne einen Stamm auszubilden in einer einzelnen Rosette, die sich gelegentlich in 2 bis 3 Rosetten aufteilt. Die bis zu 30 graugrünen Blätter werden an der Basis bis zu 30 Zentimeter breit und bis 95 Zentimeter lang. An den Blatträndern befinden sich stechende 5 Millimeter breite und 4 Millimeter lange bräunlich rot gespitzte dreieckige Zähne. Der Saft in den Blättern ist dunkelgelb und färbt sich beim Eintrocknen hellgelb.
Der bis zu 190 Zentimeter hohe und aufrechte Blütenstand ist bis zehnmal verzweigt und trägt dichte traubige Teilblütenstände mit einer Länge von bis zu 45 Zentimeter. Der bräunlich grüne Blütenstandsstiel ist mit einem wachsartigen Belag bedeckt. Der Stiel hat an der Basis einen Durchmesser von 45 Millimeter und verzweigt sich etwa in der Mitte. Die Äste sind mit weißen, sterilen Tragblättern besetzt. Die breiten, dreieckigen und spitzen Deckblätter werden bis 14 Millimeter lang und sind weiß, mit braunen Adern durchzogen, gefärbt. Die grünen Blütenstiele sind flaumig und werden bis 10 Millimeter lang. Die wollige Blütenhülle ist mit blass goldenen Haaren besetzt und wird bis 40 Millimeter lang. Sie ist rot gefärbt, zur Öffnung hin gelb werdend und hat im Bereich des Fruchtknotens einen Durchmesser von 9 Millimeter und an der Öffnung bis 20 Millimeter. Die gelben Staubblätter ragen zusammen mit den Antheren 4 Millimeter aus der Blütenkrone heraus. Die Narbe ragt 5 Millimeter heraus. Der gelblich grüne Fruchtknoten wird bis 10 Millimeter lang.

## Verbreitung und Systematik
Aloe lanata wächst auf felsigen Bereichen aus Granit am Südende des großen Jemen-Hochlandes in einer Höhenlage von mehr als 2000 Metern.
Die Pflanzen wurden erstmals im Januar 2000 von Tom McCoy entdeckt. Auf Grund von vegetativen Merkmalen wurde eine Verwandtschaft zu Aloe splendens vermutet. Jedoch wird die Pflanze in allen Teilen wesentlich größer als diese Art und wächst in einer völlig anderen Umgebung.

## Belege
- Tom McCoy, John Lavranos: Aloe lanata und Aloe haggeherensis (Aloaceae), zwei neue Aloen aus dem Jemen. In: Kakteen und andere Sukkulenten. Band 58, Nummer 11, 2007, S. 295–298.